# Ida Dannewitz
Ida Dannewitz (* 27. März 1999) ist eine ehemalige schwedische Skirennläuferin aus Uppsala län. Sie war auf die schnellen Disziplinen Abfahrt und Super-G spezialisiert.

## Biografie
Dannewitz stammt aus Vänge in der Gemeinde Uppsala. Im Alter von 16 Jahren begann sie Ende November 2015 an FIS-Rennen teilzunehmen, wobei sie zunächst in allen Disziplinen antrat. Der erste Sieg auf dieser Stufe gelang ihr im Januar 2017, zwei Monate später folgte die erste Teilnahme an Juniorenweltmeisterschaften. Gelebt und trainiert hatte sie zu dieser Zeit in Malung. Ihren ersten Einsatz im Europacup hatte sie am 29. November 2017 im Slalom von Funäsdalen, wo sie mit Platz 23 im Slalom sogleich in die Punkteränge fuhr. Die erste Podestplatzierung in einem Europacuprennen gelang ihr am 7. Dezember 2018 mit Platz 2 in der Kombination von Kvitfjell. Sie erhielt ein Aufgebot für die Weltmeisterschaften 2019 in Åre, dort war Platz 26 im Super-G ihr bestes Ergebnis. Bei der darauf folgenden Weltmeisterschaften 2019 im Fassatal gewann sie die Bronzemedaille in der Kombination.
Zu Beginn der Europacup-Saison 2019/20 fuhr Dannewitz zweimal auf den zweiten Platz. Am 10. Dezember 2019 gelang ihr im Super-G von St. Moritz der erste Europacupsieg. Vier Tage später hatte sie ebenfalls in St. Moritz ihr Debüt im Weltcup. Dort gewann sie mit Platz 23 im Super-G auf Anhieb die ersten Weltcuppunkte. Ihr bisher bestes Ergebnis ist der neunte Platz in der Kombination von Altenmarkt am 12. Januar 2020. Infolge diverser Verletzungen und der schwindenden Bereitschaft, an ihre Grenzen zu gehen, gab sie im Mai 2022 ihr Karriereende bekannt.

## Erfolge

### Weltcup
- 1 Platzierung unter den besten zehn

### Weltcupwertungen
| Saison  | Gesamt | Gesamt | Super-G | Super-G | Kombination | Kombination |
| Saison  | Platz  | Punkte | Platz   | Punkte  | Platz       | Punkte      |
| ------- | ------ | ------ | ------- | ------- | ----------- | ----------- |
| 2019/20 | 81.    | 37     | 46.     | 8       | 17.         | 29          |

### Weltmeisterschaften
- Åre 2019: 26. Super-G, 34. Abfahrt

### Europacup
- Saison 2018/19: 5. Kombinationswertung
- Saison 2019/20: 7. Gesamtwertung, 2. Super-G-Wertung, 4. Kombinationswertung
- 4 Podestplätze, darunter 1 Sieg:

| Datum             | Ort        | Land    | Disziplin |
| ----------------- | ---------- | ------- | --------- |
| 10. Dezember 2019 | St. Moritz | Schweiz | Super-G   |

### Juniorenweltmeisterschaften
- Åre 2017: 12. Kombination, 26. Abfahrt, 29. Super-G, 45. Riesenslalom
- Davos 2018: 12. Kombination, 14. Super-G, 25. Abfahrt, 47. Riesenslalom
- Fassatal 2019: 3. Kombination, 8. Abfahrt, 12. Super-G, 13. Slalom, 21. Riesenslalom
- Narvik 2020: 5. Abfahrt

### Weitere Erfolge
- 7 Siege in FIS-Rennen